# Грациати, Альдо
Альдо Грациати, также подписывался как G.R. Aldo и просто Aldo (итал. Aldo Graziati, 1 января 1905, Скорце, провинция Венеция, область Венеция — 14 ноября 1953) — итальянский кинооператор, крупнейший мастер в послевоенном итальянском кино.

## Биография
В 1923 году поселился во Франции, где выступал как хореограф, фотограф театра и кино, кинооператор. Работал с Кокто, Жаном Деланнуа, Марселем Л’Эрбье, Кристианом-Жаком. В период немецкой оккупации переехал в Ниццу, где познакомился с Антониони, который уговорил его вернуться на родину. В 1946 был представлен Лукино Висконти, с которым впоследствии работал.
Погиб в автокатастрофе на шоссе между Падуей и Венецией во время съемок фильма Висконти «Чувство».

## Избранная фильмография
- 1947 — Les derniers jours de Pompei (Марсель Л’Эрбье)
- 1948 — La Chartreuse de Parme (Кристиан-Жак, премия Локарнского МКФ)
- 1948 — Земля дрожит / La terra trema (Лукино Висконти)
- 1949 — Небо над болотом / Cielo sulla palude (Аугусто Дженина)
- 1950 — Чудо в Милане / Miracolo a Milano (Витторио Де Сика)
- 1950 — Завтра будет слишком поздно / Domani è troppo tardi  (Леонид Могуй)
- 1951 — Чудо в Милане / Miracolo a Milano (Витторио Де Сика)
- 1951 — Умберто Д. / Umberto D. (Витторио Де Сика)
- 1951 — Отелло / Othello (Орсон Уэллс)
- 1953 — Вокзал Термини / Stazione Termini (Витторио Де Сика)
- 1953 — Провинциалка / La provinciale (Марио Сольдати)
- 1954 — Чувство / Senso (Лукино Висконти, премия Серебряная лента, посмертно)

## Признание
Критика называла Грациати итальянским Тиссэ. Серебряная лента Национального синдиката киножурналистов Италии (1950) за совокупность творчества.